# Coasa (distrito)
Coasa é um distrito do Peru, departamento de Puno, localizada na província de Carabaya.

## Transporte
O distrito de Coasa é servido pela seguinte rodovia:
- PU-102, que liga a cidade ao distrito de Ajoyani
- PU-108, que liga a cidade de Alto Inambari  ao distrito
- PU-103, que liga a cidade de San Gabán ao distrito
- PE-34B, que liga o distrito de Juliaca à cidade de Ayapata[1][2][3]